# عملة نيوفاوندلاند بقيمة 2 دولار
صدرت عملة نيوفاوندلاند من فئة دولارين على فترات متقطعة بين عامي 1865 و1888. وكانت العملة الذهبية الوحيدة المتداولة التي أصدرتها مستعمرة بريطانية. ورغم قلة إصدارها، إلا أنها استُخدمت على نطاق واسع في نيوفاوندلاند وشرق كندا. أصبحت العملة نادرة عام 1894 بسبب التكديس عقب انهيار بنوك نيوفاوندلاند ونظامها النقدي.

## خلفية
قبل قيام الاتحاد الكندي عام 1867، كانت للمقاطعات والمستعمرات عملات منفصلة. بعد أن كانت مستعمرة منذ تأسيسها عام 1610 حتى عام 1907، ثم دومينيون قبل انضمامها إلى كندا، كان لدى نيوفاوندلاند عملتها الخاصة، دولار نيوفاوندلاند، حتى عام 1949. بدأت نيوفاوندلاند بإصدار عملتها العشرية الخاصة عام 1865. اقترحت الخطط الأصلية لعملة نيوفاوندلاند الجديدة تضمين دولار ذهبي. وخوفًا من سهولة فقدانه نظرًا لصغر حجمه وقيمته، رُفعت قيمة العملة الذهبية إلى دولارين. دولارات.

## وصف
كانت العملة المعدنية الناتجة بقيمة دولارين يبلغ قطرها 17.98 مم، وهو نفس قطر عملة العشرة سنتات بالمقارنة، يبلغ قطر عملة العشرة سنتات الكندية الحديثة 18.03 مم مم. كان تصميم الوجه الأمامي يحمل صورة الملكة فيكتوريا. كانت هناك صورة رئيسية واحدة لها، ولكن استُخدمت صورة أخرى في عامي 1865 و1870، وثالثة في عامي 1882 و1888. كان الوجه الخلفي ملحوظًا في وجود ثلاث فئات مكافئة: 2 دولارات، 200 سنت، و100 بنس. القيمة الثالثة كانت تعادل الجنيه الإسترليني.

## تاريخ
صدرت في سنوات مختلفة بين عامي 1865 و1888، ولم يُسك سوى عدد قليل من عملات الدولارين. وكان أعلى معدل سك سنوي 25000 في عامي 1882 و1888، بينما كانت العملات المعدنية التي سُكت في عام 1880 نادرة بشكل خاص نظرًا لسك 2500 عملة فقط. وباستثناء إصدار عام 1882، الذي سُك في دار سك العملة هيتون وحمل علامة دار السك "H"، سُكت جميع العملات المعدنية في لندن.
استُخدمت عملة نيوفاوندلاند من فئة الدولارين على نطاق واسع، ليس فقط في نيوفاوندلاند، بل في شرق كندا عمومًا. واختفى المعروض منها تقريبًا عام 1894، مع انهيار بنوك نيوفاوندلاند ونظامها النقدي. ومع انعدام الثقة في الأوراق النقدية، اكتُنزت العملات الذهبية، بالإضافة إلى عملتين فضيتين من فئة الخمسين سنتًا والعشرون سنتًا، وهما ثاني أعلى فئة في نيوفاوندلاند.

## دلالة
بفضل عملتها المعدنية من فئة الدولارين، أصبحت نيوفاوندلاند المستعمرة البريطانية الوحيدة التي أصدرت عملات ذهبية متداولة، باستثناء دار سك العملة في سيدني، التي أصدرت عملات السيادية الأسترالية منذ عام 1855 فصاعدًا. استُخدمت العملات الذهبية في كندا وغيرها من المناطق البريطانية. على سبيل المثال، في أواخر القرن الثامن عشر وأوائل القرن التاسع عشر، شملت العملات الذهبية الشائعة عملات من البرتغال، والجنيهات البريطانية أو السيادات، Louis d'or الفرنسية.، النسور الأمريكية، الدبلونات الإسبانية، والعملات المعدنية المتعلقة بالنسور أو الدبلونات. أصدرت كندا عملات ذهبية بقيمة خمسة دولارات وعشرة دولارات بين عامي 1912 و1914، والتي توقفت بسبب الحرب العالمية الأولى. في ذلك الوقت، كانت كندا دومينيون. تتميز عملة نيوفاوندلاند بقيمة 2 دولار بأنها أصدرتها المستعمرة نفسها، ولم تكن قد حصلت على الاستقلال بعد. بينما كان لدى المستعمرات البريطانية المعاصرة الأخرى (مثل الراج البريطاني) عملات ذهبية، كانت نيوفاوندلاند تحت حكومة مسؤولة؛ في سياق كندا، أدى ذلك إلى أن تكون نيوفاوندلاند مستعمرة تتمتع بالحكم الذاتي، حرة في اتخاذ قراراتها الخاصة بشأن المسائل الداخلية، مثل سك العملات، بشكل مستقل عن حكومة المملكة المتحدة.

## سك النقود
| تاريخ  | ضرب النقود |
| ------ | ---------- |
| 1865   | 10,000     |
| 1870   | 10,000     |
| 1872   | 6,050      |
| 1880   | 2500       |
| 1881   | 10,000     |
| 1882هـ | 25,000     |
| 1885   | 10,000     |
| 1888   | 25,000     |

### الحواشي
1. 1 2  "Canadian Gold Coins 1865–1919". CoinSite. مؤرشف من الأصل في 2013-08-06. اطلع عليه بتاريخ 2010-08-25.
2. ↑  R. C. Willey. "Coins and Tokens". Coins and Tokens. The Canadian Encyclopedia (بالإنجليزية). Archived from the original on 2024-12-19. Retrieved 2010-08-27. {{استشهاد بموسوعة}}: الوسيط |تاريخ الوصول= and |تاريخ-الوصول= تكرر أكثر من مرة (help)